# Deficyt karboksylazy pirogronianu

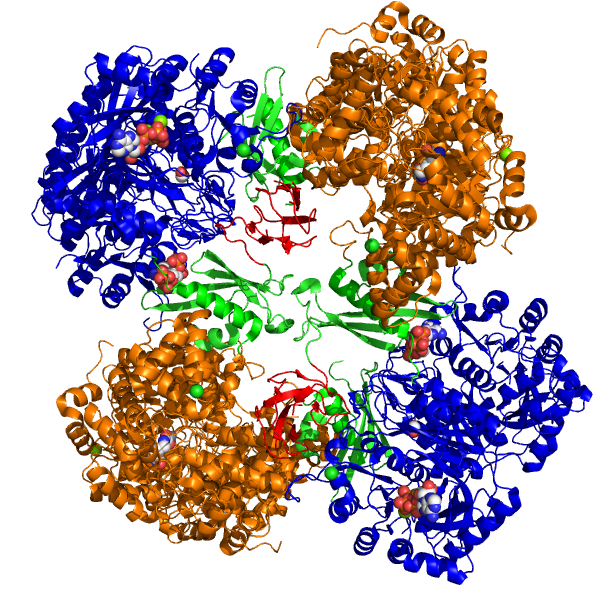
Chorobę wywołuje niedobór enzymu karboksylazy pirogronianu (powyżej),...

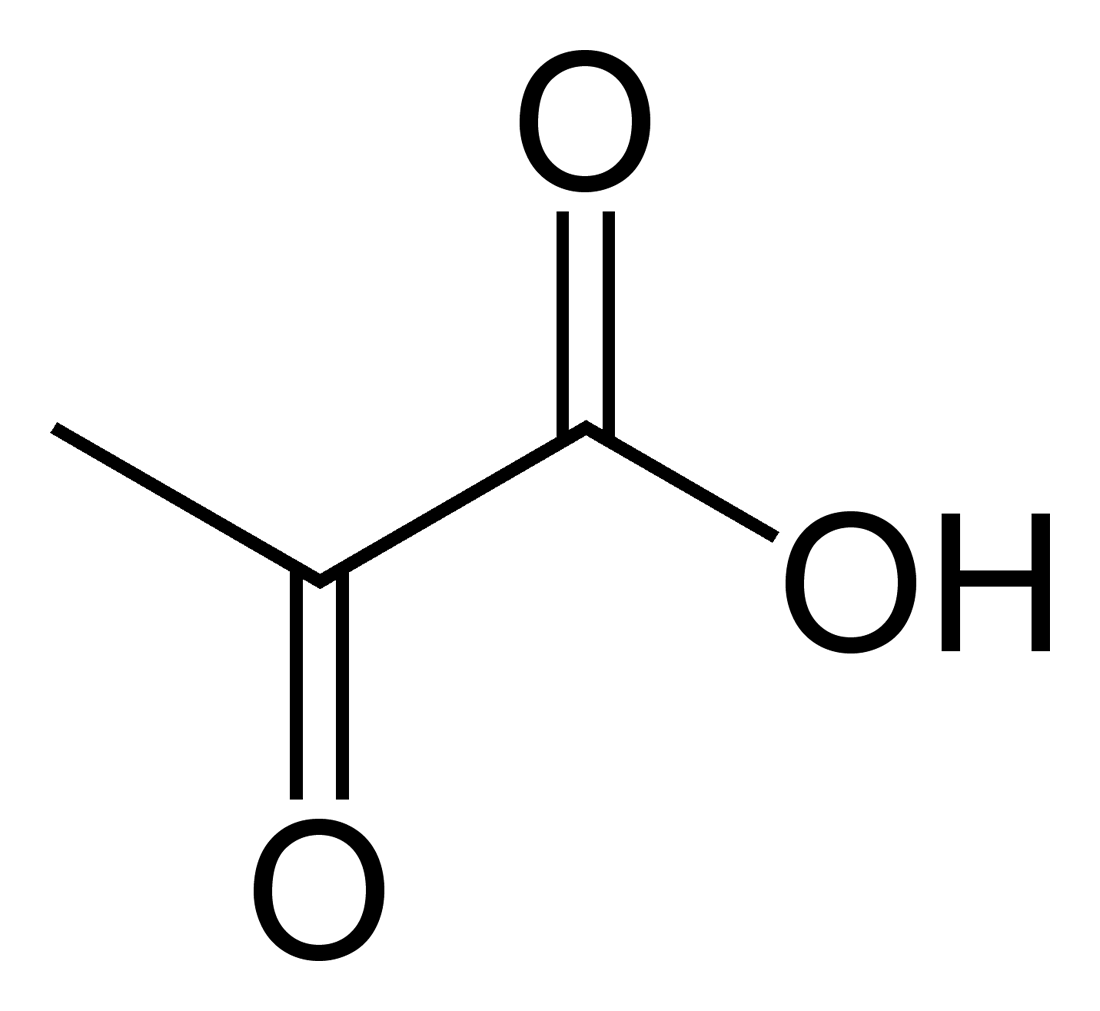
... przekształcającego pirogronian (na rysunku jego uprotonowana forma, kwas pirogronowy)...

... w szczawiooctan (na rysunku oddpowiadający mu kwas szczawiooctowy)

Deficyt karboksylazy pirogronianu – choroba metaboliczna związana z zaburzeniem metabolizmu węglowodanów.
W chorobie tej występuje niedobór jednego z enzymów uczestniczących w przemianach cukrów, mianowicie karboksylazy pirogronianu. Białko to stanowi pierwszy z enzymów glukoneogenezy.
Choroba ta daje o sobie znać już w pierwszym tygodniu życia. Przebieg deficytu karboksylazy pirogronianowej obejmuje objawy uszkodzenia ośrodkowego układu nerwowego, występuje też kwasica mleczanowa, w przeciwieństwie do hipoglikemii. Rozpoczyna się właśnie od ciężkiej kwasicy metabolicznej z nadmiarem mleczanów i ciał ketonowych. Z objawów neurologicznych obserwuje się drgawki, hipotonię, zarówno rozwój psychiczny, jak i fizyczny ulega zahamowaniu. Może wystąpić zespół Leigha.
Różnicowanie obejmuje zrobienie badań biochemicznych z użyciem fibroblastów chorego. Jednostki wymagając wykluczenia zaliczają się w tym wypadku do chorób mitochondrialnych.